# Pinus pseudostrobus
Pinus pseudostrobus Lindl. – gatunek drzewa iglastego z rodziny sosnowatych (Pinaceae). 

## Rozmieszczenie geograficzne
Gatunek obejmuje swoim zasięgiem: północ Salwadoru, wyżyny Gwatemali, zachodni Honduras, Meksyk: obszar graniczny między stanami Sinaloa i Durango, Nuevo León, południowo-wschodnia Coahuila, Jalisco, Michoacán, Meksyk (z dystryktem federalnym), Morelos, Hidalgo, Puebla, Tlaxcala, zachodnie i centralne Veracruz, Guerrero, Oaxaca i Chiapas.
Zasięg nie jest ciągły, populacje północno-zachodnie (Sinaloa, Durango) są odseparowane od północno-wschodnich (Nuevo León) o kilkaset kilometrów. Podobnie populacje meksykańskie oddziela od mezoamerykańskich przesmyk Tehuantepec.
Forma typowa pseudostrobus występuje na przestrzeni całego zasięgu gatunku. Pozostałe dwa taksony są często sympatryczne. Forma protuberans jest rzadziej spotykana i według Farjona występuje tylko w stanie Meksyk i górach Sierra de Ajusco-Chichinauhtzin. Odmiana apulcensis występuje w Meksyku (Chiapas, Guerrero, Hidalgo, México, Oaxaca, Puebla, Tlaxcala, zachodnie i centralne Veracruz), na wyżynach Gwatemali i w północnym Salwadorze.

## Morfologia

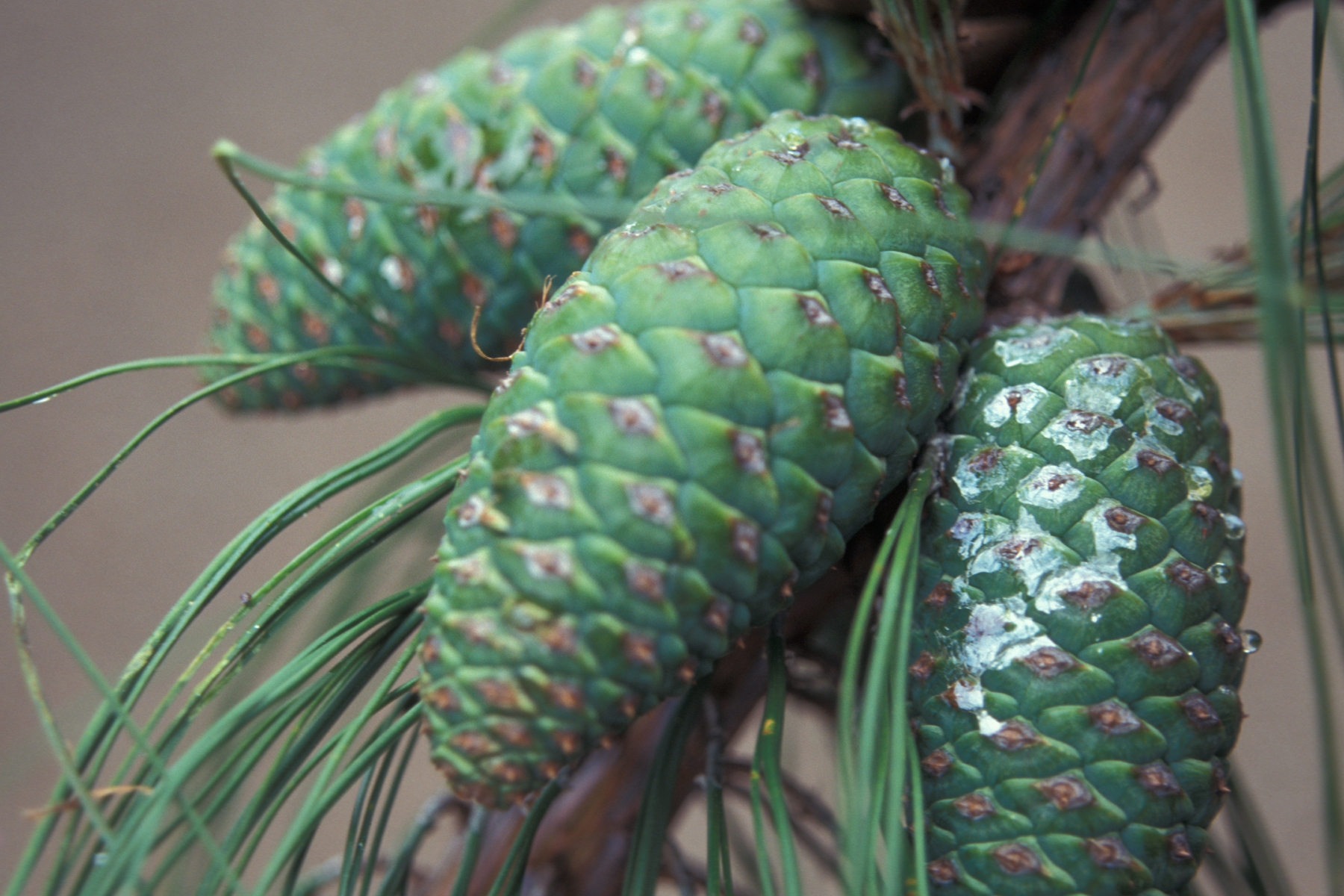
Młode, niedojrzałe szyszki nasienne

PokrójDrzewo o gęstej, zaokrąglonej koronie. Udział korony w ogólnej wysokości drzewa wynosi typowo 50–67%.
PieńOsiąga 20–40(45) m wysokości i 100 cm średnicy. Kora młodych drzew gładka, czerwonobrązowa do szarobrązowej, z wiekiem ciemnieje, grubieje i łuszczy się. Gałęzie główne rozpostarte, wnoszące się, wyrastają z pnia w ciasnych spiralach. Mniejsze gałązki wiotkie. Pędy smukłe, gładkie, niebieskozielone lub z woskowym nalotem.
LiścieLiście na młodych pędach łuskowate, długości 10–15 mm, rudobrązowe lub ciemnobrązowe. Z pachwin łusek wyrastają krótkopędy z równowąskimi liśćmi (igłami) w liczbie 5, rzadko po 4 lub 6. Igły wiotkie, proste, rozpostarte lub opadające, sinozielone, osiągają (18)20–30(35) cm długości i 0,8–1,3 mm średnicy. Brzeg igły drobnoząbkowany. Pochewka liściowa czerwonobrązowa, trwała, długości (15)20–30(35) mm. Rzędy aparatów szparkowych widoczne na wszystkich powierzchniach igły, przy czym na wierzchniej stronie jest ich (2)3–7, zaś na spodniej 2–4(5).
SzyszkiSzyszki męskie wyrastają w grupach u podstawy młodych pędów. Są liczne, podłużnie jajowate do cylindrycznych, o długości 20–35 mm i średnicy 5–7 mm, żółte, z wiekiem brązowieją. Szyszki żeńskie wyrastają przy końcach pędów, pojedynczo lub w parach (rzadko po 3–4 w okółku). Osadzone na bardzo krótkich szypułkach. Młode szyszki nasienne jajowate, o długości 15–20 mm i średnicy 10–12 mm, purpurowo-brązowe. Dojrzałe zamknięte szyszki podłużnie jajowate i niesymetryczne. Po otwarciu podłużnie jajowate do szerokojajowatych, o długości 7–16 cm i średnicy 6–13 cm. Łuski nasienne zdrewniałe, grube, podłużne i proste lub delikatnie wygięte, czerwonobrązowe do ciemnopurpurowobrązowych. Tarczki łusek (apofyza) o zmiennym kształcie - od prawie płaskich po wydłużone, romboidalne do pięciobocznych. Tarczki opatrzone wyrostkiem (piramidką) położonym grzbietowo. Wyrostek nieznaczny do wyraźnego, o długości podstawy 3–15 mm i szerokości 5–10 mm. Szyszka liczy średnio 140–190 łusek nasiennych. Nasiona jajowate, delikatnie spłaszczone, o rozmiarach 5–7 na 3–4,5 mm, opatrzone żółtawobrązowym kleszczowatym skrzydełkiem o długości 20–25 mm.

## Biologia
Roślina wykształca (7)8–12(13) liścieni. Igły pozostają na drzewie przez 2–3 lata. 
Drzewa tego gatunku są zdolne do reprodukcji po osiągnięciu 6–7 lat. Pylenie następuje od lutego do kwietnia, w zależności od położenia geograficznego i wysokości n.p.m. Szyszki nasienne dojrzewają w ciągu dwóch sezonów, następnie otwierają się i opadają. Szypułki, razem z kilkoma łuskami, pozostają na drzewie. Obfite plony pojawiają się co 3–5 lat. Pojedyncza szyszka produkuje zwykle 25–82 nasiona.
Kora wykształca się późno.  Zewnętrzne ściany endodermy liści są grube. Przewody żywiczne w liściach położone pośrodku.

## Systematyka i zmienność
Pozycja gatunku w obrębie rodzaju Pinus:
- podrodzaj Pinus
  - sekcja Trifoliae
    - podsekcja Ponderosae
      - gatunek P. pseudostrobus

Systematyka gatunku jest kontrowersyjna i różnie ujmowana. Pinus pseudostrobus traktowana sensu lato jest bardzo zróżnicowanym taksonem.  Problematyczne jest, że nie został ustalony, ani nawet dobrze opisany okaz typowy, co sprawia, że nie ma obiektywnych podstaw do definicji gatunku. W tej sytuacji według Earle'a można mówić o dużym i różnorodnym zbiorze populacji, które wprawdzie względnie łatwo odróżnić od innych pokrewnych taksonów, jednak łącznie mogą cechować się bardzo dużą zmiennością genetyczną.
Wyróżnia się trzy podtaksony
- P. pseudostrobus var. pseudostrobus f. pseudostrobus (Hartweg s.n.) – forma najbardziej rozpowszechniona (typ: Michoacán, niedaleko Angangueo, 1838, Hartweg s.n.),  łuski nasienne z delikatnie do widocznie wzniesioną apofyzą, piramidka nie wydłużona, tępo zakończona. 
Synonimy: P. orizabae G. Gordon 1846, P. protuberans Roezl 1857, P. angulata Roezl 1857, P. regeliana Roezl 1857, P. protuberans Roezl var. angulata (Roezl) Carrière 1867, P. pseudostrobus Lindley var. estvezii Martínez 1945, P. pseudostrobus Lindley var. coatepecensis Martinez 1945, P. pseudostrobus Lindley var. apulcensis (Lindley) Martínez 1945 non Shaw 1909, P. pseudostrobus Lindley f. megacarpa Loock. 1950, P. estevezii (Martínez) J. P. Perry 1982, P. pseudostrobus Lindley subsp. apulcensis (Lindley) sensu Stead 1984, P. nubicola J. P. Perry 1987, P. pseudostrobus Lindley var. laubenfelsii Silba 1990, P. yecorensis Debreczy et Rácz 1995, P. yecorensis var. sinaloensis Debreczy et Rácz 1995.

- P. pseudostrobus var. pseudostrobus f. protuberans Martínez 1948 – tworzy populacje odseparowane od reszty gatunku (typ: Dystrykt federalny,  Eslava, 1940, M. Martínez 3431), łuski nasienne z prawie płaską apofyzą, piramidka zaostrzona.

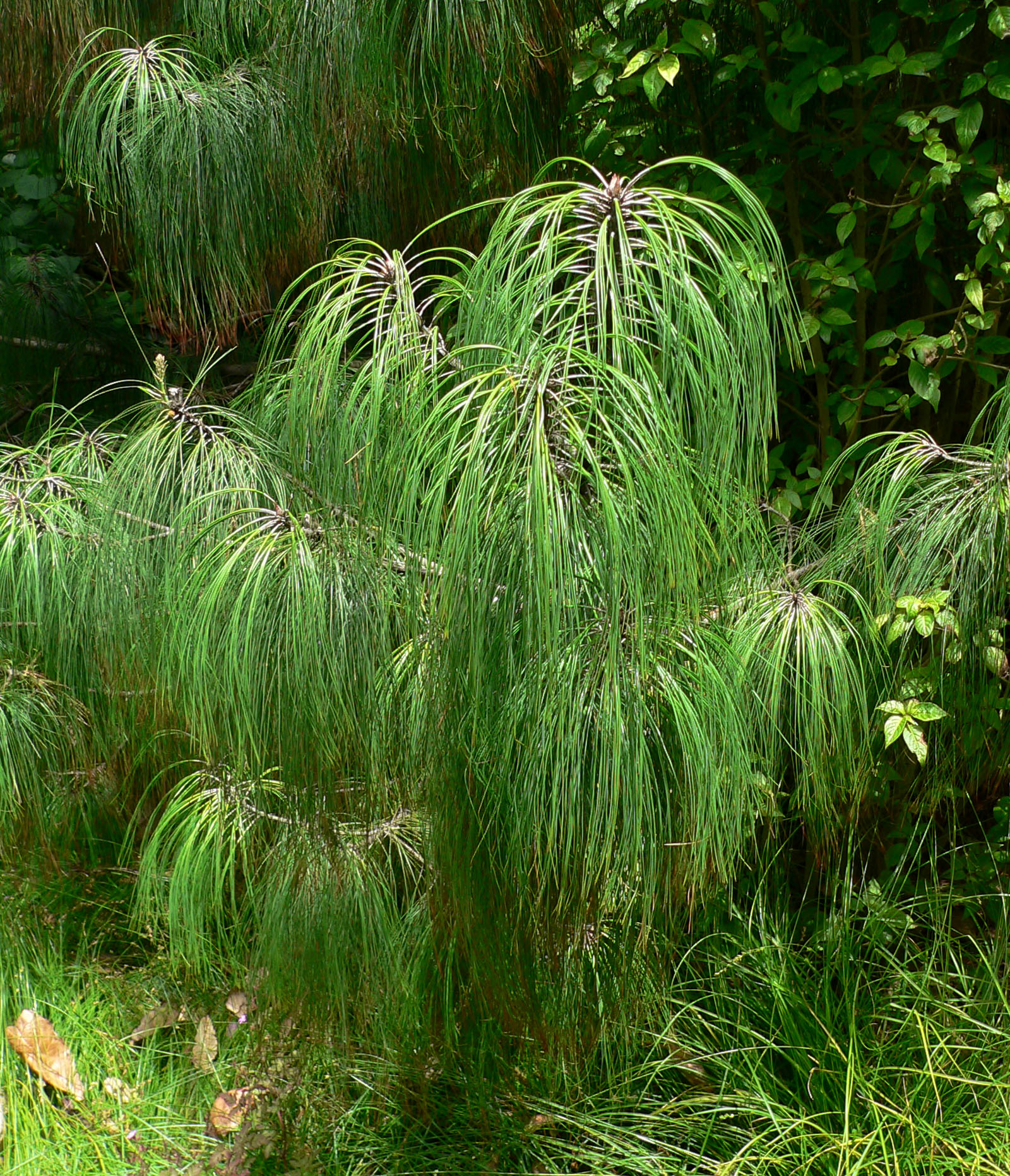
Pinus pseudostrobus var apulcensis

- P. pseudostrobus var. apulcensis (Lindley) G.R. Shaw – przez niektórych autorów traktowana jako odrębny gatunek Pinus apulcensis lub Pinus oaxacana, apofyza zmienna, w różnych kolorach brązu, wzniesiona, częściowo wydłużona po jednej stronie szyszki i w kierunku podstawy, romboidalna do pięciokątnej, górny brzeg nieregularnie falowany lub zaokrąglony; piramidka widoczna, o długości 5–15 mm i szerokości u nasady 5–10 mm, bez kolca, zwykle ciemniejsza niż apofyza. 
Synonimy: P. apulcensis Lindley 1839, P. pseudostrobus Lindley var. apulcensis (Lindley) Martínez 1945 non Shaw 1909, P. pseudostrobus Lindley f. megacarpa Loock 1950, P. pseudostrobus Lindley subsp. apulcensis (Lindley) Stead 1984, P. pseudostrobus Lindley var. oaxacana Martínez 1945 (nom. inval.), P. oaxacana Mirov 1958, P. pseudostrobus Lindley var. oaxacana (Mirov) S.G. Harrison 1965, P. oaxacana var. diversiformis Debreczy et Rácz 1995.

Gatunek tworzy naturalne hybrydy z P. montezumae.

## Nazewnictwo
Nazwa naukowa pseudostrobus dosłownie oznacza fałszywą sosnę wejmutkę (o nazwie naukowej Pinu strobus). Gatunki te jednak trudno ze sobą pomylić, gdyż  występują na odrębnych obszarach i różnice morfologiczne między nimi są znaczne.
Nazwa naukowa odmiany apulcensis oznacza "z Apulco", gdzie Apulco to miasto w meksykańskim stanie Zacatecas, w którym po raz pierwszy okaz tej sosny został znaleziony przez Karla Theodora Hartwega (1812–1871).

## Ekologia
Najlepsze stanowiska tej sosny to głębokie wulkaniczne gleby na wysokości 2500 m n.p.m. Występuje także na glebach wapiennych. W obrębie jej zasięgu panuje klimat umiarkowany, od chłodnego do umiarkowanego ciepłego. Temperatury w ciągu zimowych miesięcy mogą spaść poniżej zera i wahają się od -9 do 40 °C. Forma pseudostrobus występuje na wysokościach (850)1900–2400(3250) m n.p.m.
W warunkach częstych pożarów siewki mogą wykształcać karłowatą formę trawiastokształtną. 
Pinus pseudostrobus tworzy czystogatunkowe lasy lub towarzyszą jej P. montezumae, P. douglasiana, P. devoniana, P. leiophylla, P. maximinoi, P. ayacahuite, P. patula, P. pringlei, P. cembroides, P. hartwegii. Poza sosnami występuje z jodłą Abies religiosa, dębami (Quercus sp.), chruściną (Arbutus sp.), jałowcami (Juniperus sp.), budleją (Buddleja sp.) oraz Dasylirion sp. Forma pseudostrobus często jest drzewem dominującym w mieszanych lasach iglastych, lasach sosnowych i sosnowo-dębowych. 
Gatunek jest gospodarzem 6 taksonów roślin pasożytniczych, należą do nich: 
- Arceuthobium aureum subsp. aureum (żywiciel główny, Gwatemala)
- Arceuthobium aureum subsp. petersonii (żywiciel główny, Oaxaca, Chiapas)
- Arceuthobium durangense (żywiciel główny, Jalisco)
- Arceuthobium globosum subsp. grandicaule (żywiciel główny, południowy Meksyk, Gwatemala)
- Arceuthobium nigrum (sporadycznie)
- Arceuthobium oaxacanum (żywiciel główny, Oaxaca)

## Zagrożenia
Międzynarodowa organizacja IUCN umieściła ten gatunek w Czerwonej księdze gatunków zagrożonych, przyznając mu kategorię zagrożenia LR/lc (lower risk/least concern), uznając go za gatunek najmniejszej troski, o niskim ryzyku wymarcia. Po ponownej ocenie w 2011 r. klasyfikację tę utrzymano i opublikowano w roku 2013.

## Zastosowanie
Sosna powszechnie wykorzystywana w południowym Meksyku, Gwatemali i Hondurasie jako źródło drewna. Drewno jest jasne, żółte, miękkie ale mocne,  mało żywiczne. Eksploatacja doprowadziła do regionalnego wyczerpania najlepszych stanowisk.

## Choroby i szkodniki
- Sphaeropsis sapinea – grzyb atakujący nasiona i sadzonki.
- Leptoglossus occidentalis i Conophthorus ponderosae – dwa najgroźniejsze dla P. pseudostrobus owady, są szkodnikami szyszek i nasion.
- Tetyra bipunctata – w wyniku jego działania powstają puste nasiona.
- Cecidomyia bisetosa – doprowadza do obumierania szyszek.
- Cydia montezuma i Megastigmus albifrons – ich larwy żerują na nasionach.